# E712 (trasa europejska)
E712 – trasa europejska biegnąca przez Szwajcarię i Francję. Zaliczana do tras kategorii B droga łączy Genewę z Marsylią. 

## Przebieg trasy
Szwajcaria:
- Genewa E25 E62

Francja:
- St-Julien-en-Genevois E21
- Chambéry E70
- Grenoble E711 E713
- Aix-en-Provence E80
- Marsylia E714